# Godsent
Godsent (стилизовано как GODSENT) — шведская профессиональная киберспортивная организация, основанная Маркусом «pronax» Уолстеном. В настоящее время команды Godsent выступают в дисциплинах Counter-Strike: Global Offensive, Call of Duty Mobile, Dota 2, Hearthstone, Rainbow Six: Siege, Apex Legends и League of Legends.

## История
После ухода из состава бывшей команды Fnatic, Маркус «pronax» Уолстен решил создать собственную организацию. 15 августа 2016 года Godsent приобрёл большую часть предыдущего состава — pronax, Йеспер «JW» Векссель, Робин «flusha» Рённквист и Фредди «Krimz» Йоханссон — в ходе обмена игроками внутри шведской про‑сцены, при этом во Fnatic перешли Йонас «Lekr0» Олофссон и Симон «twist» Элиассон, а Матиас «pauf» Кёлер завершил профессиональную карьеру. Позднее между Godsent и Fnatic состоялась очередная перестановка состава, в результате которой команды вернули к себе Йонаса «Lekr0» Олофссона и Фредди «Krimz» Йоханссона.
Godsent потерпела поражение от Alternate aTTaX в квалификации второго сезона Eleague, уступив своё место в лиге.
6 ноября 2016 года команда одержала победу в финале European Minor Championship над HellRaisers, обеспечив себе место в офлайн-квалификации к следующему CS:GO Major — ELEAGUE Major в Атланте.
21 июня 2018 года организация объявила о прекращении всей деятельности. В Godsent заявили, что решение было принято «единогласно всеми сторонами», участвовавшими в управлении организацией и что закрытие стало «наилучшим решением для всех участников». В сентябре 2019 года Godsent возобновила деятельность после слияния с The Final Tribe — шведской киберспортивной организацией. Позже в том же году, в ноябре, Godsent приобрела состав по CS:GO у SMASH Esports.
В апреле 2020 года Godsent приобрела два состава по Tom Clancy’s Rainbow Six Siege.
13 января 2023 года Godsent представила полностью новый состав, в который вошли Эрик «ztr» Густафссон (в аренде из Ninjas in Pyjamas), Вильям «draken» Сундин, Николас «Plopski» Гонсалес Самора, Джоэль «joel» Хольмлунд и Альфред «RuStY» Карлссон. Новым главным тренером команды стал Майкил «Golden» Селим.
6 августа 2023 года команда анонсировала новый состав, в который вошли Йонатан «Bobeksde» Перссон и Йохан «hype» Энгблом, присоединившись к ztr и Plopski, при этом Golden вернулся к роли игрока. Должность главного тренера занял бывший игрок Fnatic Rising Кевин «Kevve» Болин.

## Текущий состав
|                 | Ник             | Полное имя              | Роль            |                 |
| Основной состав | Основной состав | Основной состав         | Основной состав | Основной состав |
| --------------- | --------------- | ----------------------- | --------------- | --------------- |
| Флаг Швеции     | ztr             | Эрик Густафссон         | Игрок           |                 |
| Флаг Швеции     | Bobeksde        | Йонатан Перссон         | Игрок           |                 |
| Флаг Швеции     | Plopski         | Николас Гонсалес Самора | Игрок           |                 |
| Флаг Швеции     | hype            | Йохан Энгблом           | Игрок           |                 |
| Флаг Швеции     | Golden          | Майкил Селим            | Игрок           |                 |
| Тренер          |                 |                         |                 |                 |
| Флаг Швеции     | Kevve           | Кевин Болин             | Кевин Болин     |                 |